# ミゲル・ゴンサレス・ペレス
ミゲル・ゴンサレス・ペレス（Miguel González Pérez、1927年4月27日 - 2021年7月6日）は、スペイン・カナリア諸島州サンタ・クルス・デ・ラ・パルマ出身の元同国代表サッカー選手、元サッカー指導者。現役時代のポジションはFW。

## 経歴
国内のアマチュアクラブを経て1949年にアトレティコ・マドリードへ加入した。レアル・オビエドへのレンタルから復帰した1952-53シーズンはリーグ戦25試合で10得点を記録し、この活躍から1953年8月11日、スイス代表との親善試合でスペイン代表デビューを果たした。また、代表2試合目となった1954年1月6日のトルコ代表戦では代表初ゴールを挙げている。
1964年に現役引退後は指導者の道に進み、古巣アシスタントコーチも務めたアトレティコ・マドリードやレアル・ベティス、エルクレスCFといったクラブを指揮した。
2021年7月6日、マドリードにて老衰で死去。享年94歳。

## 個人成績

### 代表
試合数
- 国際Aマッチ 15試合 2得点（1953年 - 1958年）

| スペイン代表 | 国際Aマッチ | 国際Aマッチ |
| 年           | 出場        | 得点        |
| ------------ | ----------- | ----------- |
| 1953         | 1           | 0           |
| 1954         | 2           | 1           |
| 1955         | 3           | 0           |
| 1956         | 1           | 0           |
| 1957         | 6           | 1           |
| 1958         | 2           | 0           |
| 通算         | 15          | 2           |

得点
| # | 開催日        | 開催地                                             | 対戦国 | スコア | 結果 | 大会                          |
| - | ------------- | -------------------------------------------------- | ------ | ------ | ---- | ----------------------------- |
| 1 | 1954年1月6日  | マドリード、エスタディオ・ヌエボ・チャマルティン   | トルコ | 3-1    | 4-1  | 1954 FIFAワールドカップ・予選 |
| 2 | 1957年3月10日 | マドリード、エスタディオ・サンティアゴ・ベルナベウ | スイス | 2-1    | 2-2  | 1958 FIFAワールドカップ・予選 |

## タイトル

### クラブ
アトレティコ・マドリード
- プリメーラ・ディビシオン : 2回 (1949-50, 1950-51)
- コパ・デル・レイ : 1回 (1959-60)
- コパ・エバ・ドゥアルテ : 1回 (1951-52)

レアル・オビエド
- セグンダ・ディビシオン : 1回 (1951-52)